# Лосино-Петровський
Ло́сино-Петро́вський (рос. Лосино-Петровский) — місто, адміністративний центр Лосино-Петровського міського округу Московської області, Росія.

## Географія
Місто розташоване за 24 км на північний схід від Москви, на правому березі Клязьми біля місця впадіння в неї річки Воря, за 3 км від залізничної станції Моніно.

## Історія
У 1708 році на місці сучасного міста на правому березі Клязьми Петро І заснував казенну Лосину мануфактуру для виробництва шкіряного обмундирування та амуніції (існувала до 1858 року) з лосиної шкіри. У середині 19 ст. навколо неї з'явилось декілька великих текстильних фабрик, наприкінці 19 ст. шкіряне виробництво ліквідується, фабричне селище отримує назву Петровська слобода. 20 серпня 1928 року Петровська слобода перетворена в робітниче селище Лосино-Петровське, до його складу також увійшли Тимонинська та Пречистенська фабрики. У 1951 році селище отримало статус міста.

## Населення
Населення — 22550 осіб (2010; 22324 у 2002).

### Проблема мігрантів
За інформацією російських ЗМІ у Лосино-Петровському виникла проблема неконтрольованого поселення гастарбайтерів із середньоазійських країн що створює значне міжнаціональне напруження. Мігранти живуть там, де працюють, на території колишньої птахофабрики. За офіційними даними у місті живе 9000 мігрантів, за неофіційними даними — більше. Зокрема, у місті відбувались мітинги, скеровані проти надмірної кількості мігрантів. Ініціаторами цих мітингів став Конгрес російських громад на чолі з лідером партії «Родина» депутатом Держдуми Олексієм Журавльовим.

## Господарство

### Промисловість
У місті найкраще розвинута текстильна промисловість, провідним підприємством є Монінський камвольний комбінат, збудований у 1929–1932 роках, та шовкоткацька фабрика. Також працює цех Московського метисного заводу.

### Пам'ятки історії та архітектури
У Лосино-Петровському розташовано декілька пам'яток архітектури, а саме церква Миколи Чудотворця з інтер'єром, яка датується 1822 роком.